# Toma de Menorca (1798)
La Toma de Menorca fue una acción militar británica que tuvo lugar en 1798 en el contexto de la Guerra anglo-española (1796-1802), enmarcada dentro de las Guerras revolucionarias francesas, donde España y Francia declararon la guerra a Inglaterra. La isla fue recuperada por España en 1802 con la Paz de Amiens.

## Desarrollo

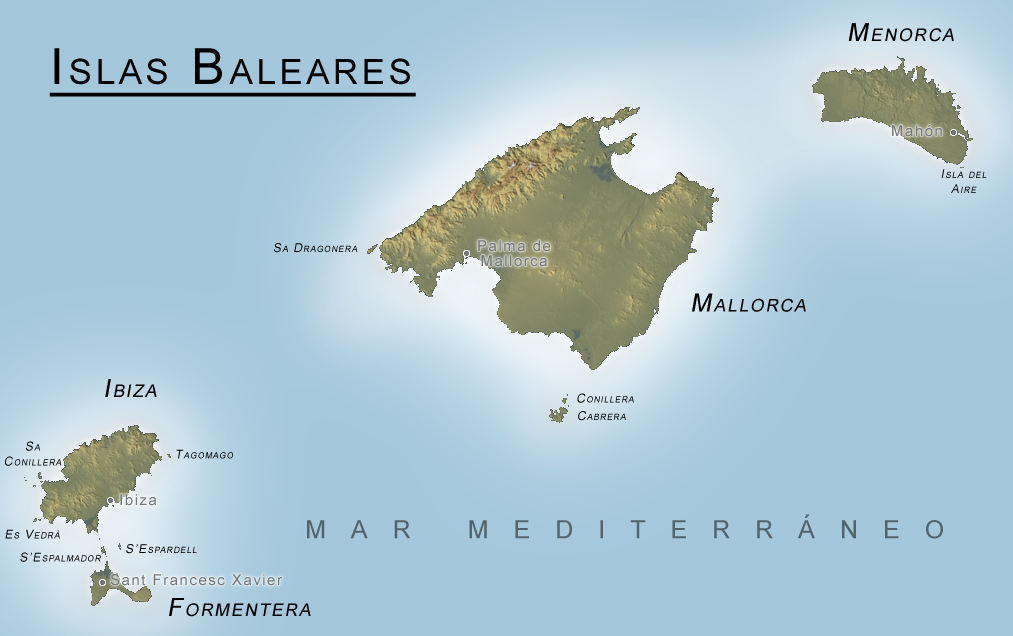
Mapa de las islas Baleares, con la isla de Menorca al Este.

El 7 de noviembre de 1798 un contingente británico comandado por el capitán Sir James Stuart desembarca en Adaya (Port D'Addaia) perteneciente al municipio de Mercadal, al Noreste de la isla de Menorca. Tras diez días de combates con el escaso contingente español, comandada por el brigadier Juan Nepomuceno Quesada, los británicos toman la isla.
Se transportó en barcos ingleses a los militares españoles a la Península; 3.528 soldados y 156 oficiales. En Menorca también se encontraban 600 infantes suizos que habían sido hechos presos por los austríacos y habían sido vendidos a España a dos dólares por persona, y que se pusieron del lado británico.
Charles Stuart ingresó en la Orden Militar del Baño y fue nombrado gobernador de Menorca pero, por motivos de salud, en 1799 regresará a Inglaterra. Su sucesor, el general Clair Erskire, emprendió la mejora de las defensas de la isla. Pidió al almirante Horacio Nelson que trajera sus barcos desde Sicilia a Menorca, y Nelson le envió seis barcos al mando del contraalmirante Sir Thomas Duckworth. Posteriormente, Nelson, a bordo del Foudroyant, llegó a Mahón, en Menorca, el 12 de octubre de 1799 y se alojó en una casa predial de San Antonio hoy conocida como Quinta de Oro. Nelson pidió a Erskire 2.000 hombres para luchar en Malta, que se estaba rebelando contra la invasión de Napoleón, pero este se negaría, por lo que Nelson tomó la decisión de partir a Palermo, aunque una tormenta retrasó su partida hasta el 18 de octubre. Posteriormente a Erskire fue nombrado gobernador de la isla Henry Fox.
El 27 de marzo de 1802 El Reino Unido, Francia, España y la República Bátava firman la Paz de Amiens en la que, entre otras cosas, el Reino Unido devuelve Menorca a España.

## Consecuencias
Los británicos convirtieron la isla en una de sus principales bases en el Mediterráneo. Muchas expediciones se lanzaron desde la isla y Thomas Cochrane, en particular, utilizó la isla como base para sus operaciones a lo largo de la costa española. Carlos Estuardo fue gobernador de Menorca entre 1798 y 1800, y Henry Edward Fox asumió el cargo a partir de entonces.
El Tratado de Amiens acordado en 1802, obligaba a la devolución de Menorca a España como condición de lo que se esperaba para una paz duradera en Europa. Muchos oficiales, incluido Horatio Nelson, que compareció en la Cámara de los Lores para hablar en contra de la entrega, se opusieron fuertemente a la devolución de Menorca y otras bases del Mediterráneo. A pesar de esta oposición, se concluyó el Tratado y el comandante británico Richard Bickerton supervisó la evacuación británica.
La paz se rompió rápidamente, pero no se hizo ningún esfuerzo por recuperar Menorca ya que se habían establecido bases importantes en otros puertos (Malta Británica).